# Soul Deep
«Soul Deep» es el tercer sencillo extraído del álbum debut del dúo sueco Roxette Pearls Of Passion de 1986. Solamente fue lanzado en pocos países europeos y Canadá. El sencillo alcanzó el 18 en las listas de Suecia, pero no entró en ninguna otra lista.
La canción originalmente fue escrita en sueco y se llamaba "Dansar ner för ditt stup i rekordfart" pero ese título fue considerado muy tonto. Per Gessle escribió una nueva letra en inglés y eventualmente Roxette la grabó para su álbum debut y para su sencillo de 1987. "Soul Deep" fue cambiada y remezclada para incluirse en el álbum Joyride de 1991.
La canción “Pearls of Passion” fue incluida como lado B pero no fue incluida en ningún álbum hasta la reedición de Peals of Passion en 1997.

## Lista de canciones[1]

### Sencillo de 7"
Soul Deep (7", sencillo),	EMI	1362557,	Suecia	1987
1. «Soul Deep» (remix) 3:52
2. «Pearls of Passion» 3:33

### Sencillo de 12"
Soul Deep (12", Maxi),	EMI Electrola	1C K 052-13 6262 6,	Alemania	1987
1. «Soul Deep» (Extended Mix) 5:16
2. «Pearls of Passion» 3:33

Soul Deep (12", Promo),	Capitol Records	SPRO 336,	Canadá	1987
1. «Soul Deep» (Extended Mix) 5:16
2. «Pearls of Passion» 3:33

## Posición en las listas
El sencillo permaneció 3 semanas en el chart sueco desde el 25 de febrero de 1987 al 25 de marzo de 1987. Siempre se mantuvo en la posición #18. 
| Listas (1987) | Posición |
| ------------- | -------- |
| Suecia        | 18       |

## Créditos
- Per Gessle - Voz y compositor
- Marie Fredriksson - Voz
- Clarence Öfwerman - Arreglos, producción y teclados
- Jonas Isacsson - Guitarra
- Pelle Alsing - Batería
- Tommy Cassemar - Bajo
- Mats Persson - Percusión
- Alar Suurna - Ingeniero jefe y remasterización
- Robert Wellerfors - Asistente de ingeniería
- Kai Erixon - remix
- Mikael Renliden, Tomas Sjögren , Uno Forsberg - Trompetas
- Anne-Lie Rydé, Marianne Flynner - Coros